# Jack Lisowski
Jack Lisowski (n. 25 iunie 1991, Cheltenham, Anglia, Regatul Unit) este un jucător englez de snooker. 
Cea mai bună clasare din carieră în ierarhia mondială a fost locul 10, atins prima dată în martie 2021. Lisowski realizat breakul maxim o dată, în calificările Campionatului Regatului Unit din 2012.

## Finalele carierei

### Turnee de clasament: 6
| Rezultat | Nr. | An   | Turneu           | Adversar în finală | Scor |
| Finalist | 1.  | 2018 | Riga Masters     | Neil Robertson     | 2–5  |
| Finalist | 2.  | 2019 | Openul Chinei    | Neil Robertson     | 4–11 |
| Finalist | 3.  | 2019 | Openul Scoțian   | Mark Selby         | 6–9  |
| Finalist | 4.  | 2020 | World Grand Prix | Judd Trump         | 7–10 |
| Finalist | 5.  | 2021 | German Masters   | Judd Trump         | 2–9  |
| Finalist | 6.  | 2021 | Gibraltar Open   | Judd Trump         | 0–4  |

### Turnee minore: 2
| Rezultat | Nr. | An   | Turneu                              | Adversar în finală | Scor |
| Finalist | 1.  | 2010 | Players Tour Championship – Event 3 | Tom Ford           | 0–4  |
| Finalist | 2.  | 2012 | Players Tour Championship – Event 1 | Stephen Maguire    | 3–4  |

### Turnee invitaționale: 2
| Rezultat | Nr. | An   | Turneu                  | Adversar în finală | Scor |
| Finalist | 1.  | 2019 | Championship League     | Martin Gould       | 1–3  |
| Finalist | 2.  | 2023 | Macau Masters – Event 2 | Mark Williams      | 6–9  |

### Turnee de amatori: 5 (3 titluri)
| Rezultat | Nr. | An   | Turneu                            | Adversar în finală | Scor |
| Finalist | 1.  | 2007 | Junior Pot Black                  | Mitchell Mann      | 0–1  |
| Finalist | 2.  | 2009 | PIOS – Event 6                    | Xiao Guodong       | 0–6  |
| Campion  | 1.  | 2009 | PIOS – Event 1                    | Liam Highfield     | 6–5  |
| Campion  | 2.  | 2010 | Campionatul de Amatori al Angliei | Leo Fernandez      | 9–2  |
| Campion  | 3.  | 2010 | PIOS – Event 8                    | Justin Astley      | 6–1  |

## Legături externe
Materiale media legate de Jack Lisowski la Wikimedia Commons
- Global Snooker Profile